# علي الزقعان
علي أحمد الزقعان لاعب كرة قدم سعودي محترف، يلعب في مركز الوسط الأيمن في نادي الفيحاء .
لعب مع نادي النصر في الفئات السنية وبعدها انتقل إلى الاتفاق .
أعاره نادي الاتفاق إلى نادي الوحدة لمدة 4 أشهر واعاره الاتفاق مرة أخرى إلى نادي الفتح وبعد انتهاء عقده مع الاتفاق وقع مع نادي الفتح عقد لمدة 5 سنوات وأعير إلى نادي الاتحاد في عام 2018 و انتقل إلى نادي الفيحاء مطلع عام 2022.

## روابط خارجية
- علي الزقعان على موقع Soccerway.com (الإنجليزية)